# 木瀆港
木瀆港是中華人民共和國上海市普陀區一條南北走向河流，也是吳淞江的支流，北起西虬江，南至蘇州河，位於上海中環路和瀘定路之間。河流全长约2公里。2001年6月，位於木瀆港流入吳淞江河口處的木瀆港泵閘樞紐工程竣工。